# Гімарайнський замок
Гімара́йнський за́мок (порт. Castelo de Guimarães) — середньовічний замок у Португалії, в місті Гімарайнш, парафії Олівейра-ду-Каштелу. Збудований у Х столітті графинею Мумадоною для захисту місцевого монастиря від нападів маврів та вікінгів. Вперше згадується в джерелах з 986 року. У ХІ столітті перейшов до португальського графа Генріха Бургундського. Був ймовірним місцем народження і резиденцією його сина Афонсу І, першого португальського короля. Докорінно перебудований у ХІІІ столітті за правління короля Дініша, який надав замку сучасних форм. Вистояв облогу кастильських військ під проводом Енріке II (1369). Під час португальської кризи був оточений силами Хуана І (1385). Укріплений баштами і новою брамою за короля Жуана I. Занепав у XVI—XVII століттях. Перебував під загрозою знесення (з 1836); врятований зусиллями місцевих мешканців. Капітально відреставрований у 1930—1940 роках за урядування Салазара. Національна пам'ятка Португалії (1910), 2007 року включений у список Сімох чудес Португалії. Один із зразкових португальських замків середньовіччя. У літературі інколи називається колискою португальського народу.